# فرنچ گیولای
فرنچ گیولای (به انگلیسی: Ferenc Gyulay) زاده ۱ سپتامبر ۱۷۹۹ وفات ۱ سپتامبر ۱۸۶۸، معروف به فرنچ گیولای، فرنچ گیولاژ، یا فرانتس گیولائی، یک نجیب‌زاده مجارستانی بود که به عنوان فرماندار اتریش در لمباردی ونتیا خدمت می‌کرد و فرمانده ارتش اتریش را در نبرد ماژنتا برعهده گرفت.

## زندگی‌نامه
گیولای در تاریخ ۱ سپتامبر ۱۷۹۹ در پشت، پادشاهی مجارستان متولد شد.
در سال ۱۸۱۶ در سن هفده سالگی به عنوان ستوان در گردان ۶۰ پیاده پدرش خدمت کرد. در سال ۱۸۲۰ او به عنوان یک ستوان رده بالا به هسه-همبورگ منتقل شد. یک سال بعد به درجه سروان در اولان ارتقا یافت. در سال ۱۸۲۶ او به عنوان فرمانده تیپ هوسار وورتمبرگ منصوب شد و اندکی بعد در سال ۱۸۲۹ به مقام فرمانده جانشین پیاده‌نظام هسه-همبورگ دست یافت. در سال ۱۸۳۱ او به درجه سرهنگ ارتقا یافت و در سال ۱۸۳۸ به درجه ای معادل سپهبد رسید. در سال ۱۸۴۶ همچنان به عنوان مقام بلندپایه نظامی در گردان ۳۳ پیاده خدمت می‌کرد. در سال ۱۸۴۷، او فرمانده و کاپیتان نظامی در نزدیکی تریست بود.
اولین مأموریت گیولی در زمان جنگ در سال ۱۸۴۸ با وقوع انقلاب‌های ۱۸۴۸ انجام شد. ابتدا او باید با تهدید انقلاب‌های موجود از سوی ایالت‌های ایتالیایی در پولا روبرو می‌شد. او مجبور بود از ناوگان شاهنشاهی مستقر در پولا که توسط نیروهای شورشی در معرض اشغال بود دفاع کند. او بلافاصله ملوانان ایتالیایی الاصل را از وظایف خود خلع کرد و به فرماندهان دیگر کشتی‌ها تذکر برای اخراج ملوانان ایتالیایی را داد. وی شهرهای تریسته و پولا را در حالت دفاعی قرار داد. او خدمه‌های کشتی‌های تجاری را به جای ملوانان ایتالیایی که توسط خود او اخراج شده بودند به خدمت گرفت. او یک اسکادران قایق موقت را نیز به خوبی سازماندهی کرد. گیولای نیروهای عقب‌نشینی شده از ونیز را در ایزونزو جمع کرد. تلاشهای او مانع از حمله ناگهانی ناوگان مشترک ناپولیتن - ساردین به بنادر اصلی در ایستریا شد. نبرد کاستوسا و اقدامات درست گیولای فشار را بر خط ساحلی دریای آدریاتیک که توسط انقلابیون تهدید می‌شد کاهش داد.
در سال ۱۸۴۹ گیولی به درجه ای معادل ارتشبد ارتقا یافت. در تابستان همان سال توسط امپراتور فرانتس یوزف به عنوان وزیر دفاع امپراتوری اتریش منصوب شد. و بدین ترتیب او در انقلاب مجارستان ۱۸۴۸ شرکت کرد. گیولای در ۲۸ ژوئن در محاصره راآب در جریان نبرد کوماروم قرار گرفت، اما خیلی زود نبرد را در مراحل اولیه آن ترک کرد، علت آن تا حدودی مربوط می‌شد به تصمیم‌های امپراتور فرانتس ژوزف و فرمانده جانشین او گرون در عدم توجه به پیشنهادها و دستورهای وی به عنوان وزیر دفاع. او به میلان منتقل شد تا مسئولیت لشکر ۵ ارتش را بر عهده بگیرد.
در سال ۱۸۵۷، پس از استعفای ژوزف رادتزکی، گیولای فرماندار لومباردی-ونتیا، در میلان شد.
در اوایل سال ۱۸۵۹، پادشاهی ساردینیا /پیمونت ، با اتحاد با فرانسه، بسیج نیروهای خود را برای حمله به ایالت‌های ایتالیایی زبان تحت کنتر امپراتوری اتریش آغاز کرد. در ۲۳ آوریل، اتریش به ساردینی‌ها اولتیمانوم داد و از آنها خواست تا به سازمان دهی ارتش و اتحاد با فرانسه پایان بدهند. هنگامی که ساردینی‌ها حاضر نشدند، جنگ دوم استقلال ایتالیا آغاز شد.
به عنوان فرمانده نیروهای اتریشی در شمال ایتالیا، کنت گیولای دستور داد تا ارتش از رودخانه تیچینو در ۲۹ آوریل، مرز بین سرزمین اتریش و ساردین، عبور کنند. در پاسخ، نیروهای فرانسوی تحت فرماندهی پاتریس مک ماهون برای دفاع از متحدان ساردینی خود اعزام شدند. در ۲۰ مه، پس از شکست اتریشی‌ها در نبرد مونتبلو، گیولای مجبور به عقب‌نشینی به قلمرو اتریش شد.. وی سپس در نبرد پالسترو شکست دیگری را متحمل شد.
ارتش فرانسه پس از گذر از رود تیچینو وارد خاک اتریش شد و پس از یک نبرد کوچک توانست روستای را در منطقه بوفالورا سوپرا تیچینو به تصرف خود در بیاورد. سرانجام، در ۵ ژوئن، ارتش‌های اصلی اتریش و فرانسه در نبرد ماژنتا یک دیگر را ملاقات کردند. اتریشی‌ها زیر نظر گیولایی شکست خوردند و منجر به فراخواندن وی به وین شد. امپراتور فرانتس یوزف فرماندهی شخصی ارتش اتریش را بر عهده گرفت که در نهایت منجر به شکست ارتش اتریش در نبرد سولفیرینو شد. گیولای در یکی از آخرین مشارکتهای نظامی خود، به فرمانده گروهان تنزل درجه یافت. و برای دفاع از شهر مانتوآ در برابر حمله ساردینی اعزام شد. در انجام این کار نیز ناموفق بود. وی شهر را در ۱۸۶۶ تسلیم کرد و در نهایت منجر به الحاق آن به ایتالیا تازه تأسیس شد.
گیولای در روز تولدش در وین، اتریش درگذشت.